# Enterobíase

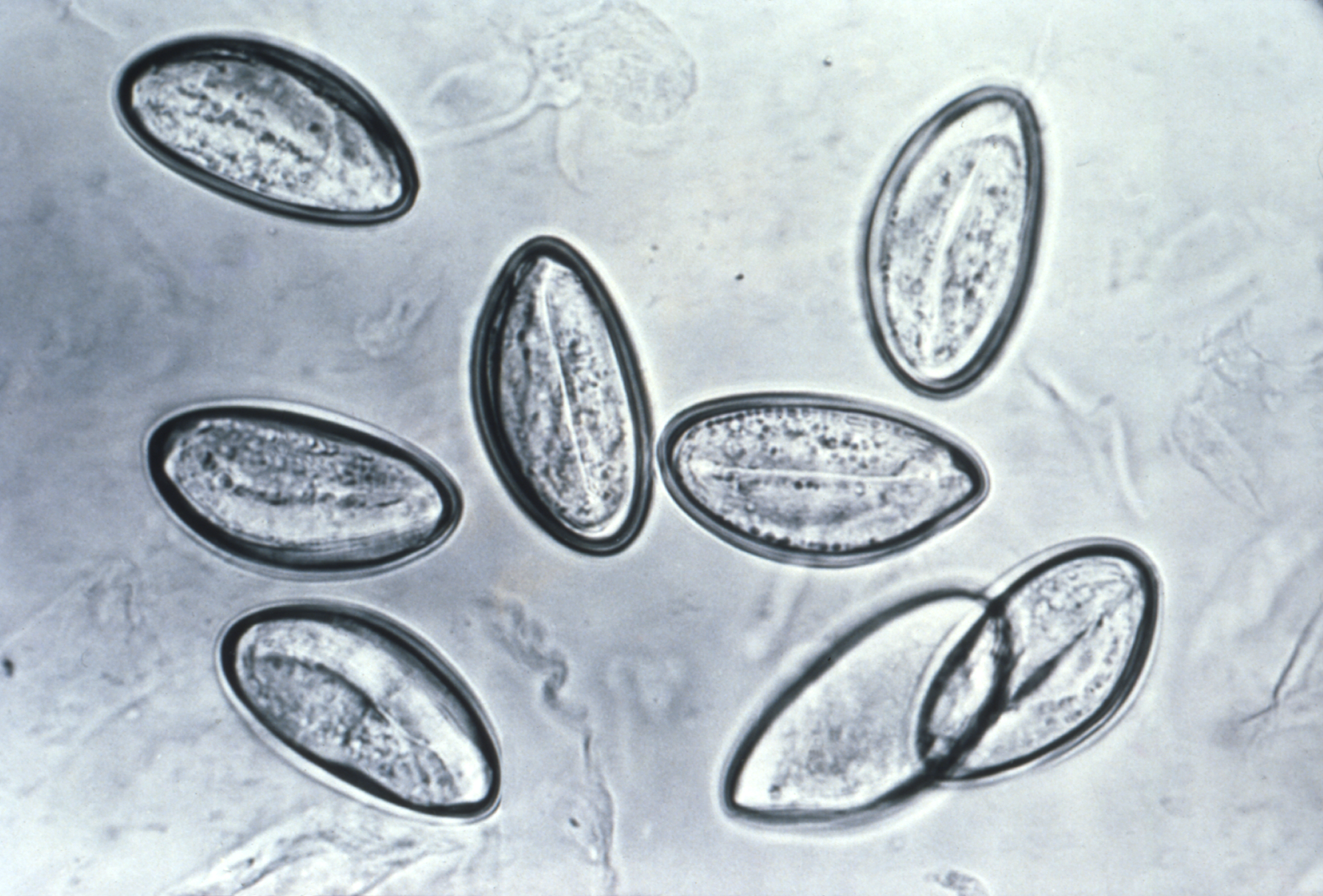
Ovos do verme causador da doença.

Enterobíase/Enterobiose ou Oxiurose/Oxiuríase  é a infecção causada por oxiúros (Enterobius vermicularis), vermes nematódeos com menos de 15mm de comprimento e que parasitam o intestino humano. É uma das enfermidades parasitárias mais comuns do mundo, sendo frequente mesmo em países desenvolvidos, atingindo cerca de 11-21% da população por ano, sendo mais comum em crianças pequenas.

## Causas
O oxiúro é um verme nematoide pequeno e fusiforme. As fêmeas têm cerca de 1 centímetro e cauda longa, enquanto os machos apenas 3 milímetros.
Após deglutição dos ovos, as formas adultas formam-se no intestino. Aí macho e fêmea acasalam, guardando a fêmea os ovos fecundados. O macho morre após a cópula e é expulso junto com as fezes. A fêmea então migra para o cólon distal e para o recto. De noite a fêmea sai do recto passando pelo esfincter e deposita os ovos na mucosa anal e pele perianal, do lado externo do corpo, voltando depois para dentro. Este processo é extremamente irritante porque ao contrário da mucosa do intestino, a mucosa anal e a pele são muito sensíveis, de forma consciente, e os movimentos da fêmea são percebidos pelo hospede como prurido. O que causa o prurido anal.
As fêmeas põem mais de 10.000 ovos (40 micrómetros) que são lavados ou ficam agarrados à roupa interior, caem e misturam-se no pó, ou podem ainda ser levados pelas fezes. É comum em casos de diarreia ou fezes moles, saírem fêmeas adultas também com as fezes.

## Transmissão
Por água, alimentos, poeira ou objetos levados a boca contaminados com os vermes. As fêmeas produzem grande quantidade de ovos na região perianal. Os ovos são transparentes, muito resistentes, leves e conseguem resistir até três semanas em ambientes domésticos. Crianças pequenas que coçam a área e colocam os dedos na boca podem se recontaminar mais de uma vez.
Crianças em idade pré-escolar ou escolar e pessoas que cuidam dessas crianças são os mais afetados. A dificuldade em eliminar os ovos, impedir reinfecções, medicar todos infectados, mesmo os assintomáticos, e impedir a importação de novos vermes torna essa doença extremamente difícil de ser eliminada. Mais de 1 bilhão já foram infectados em todo o mundo, mas como os sintomas são pouco incômodos e o tratamento em massa é caro, não há muito esforço para eliminar essa doença do mundo.

## Progressão

Ciclo de vida do Enterobius vermicularis.

Os vermes adultos vivem no intestino grosso e, após a cópula, o macho é eliminado. As fêmeas fecundadas não fazem oviposição no intestino e têm seu útero abarrotado com aproximadamente 11.000 ovos. Em um determinado momento o parasita se desprende do ceco e migra para a região anal e perianal, onde se fixa e libera grande quantidade de ovos.
E. vermicularis é o parasita de maior poder de infecção, pois seus ovos necessitam de apenas seis horas para se tornar infectantes.
Ao serem ingeridos, os ovos sofrem a ação do suco gástrico e duodenal, libertando as larvas que se dirigem ao ceco, onde se fixam e evoluem até o estágio adulto. A duração do ciclo é em média de 30 a 50 dias.

## Sinais e Sintomas
O sintoma característico da enterobíase é o prurido anal, que se exacerba no período noturno devido à movimentação do parasita pelo calor do leito, produzindo um quadro de irritabilidade e insônia. Outros sintomas comuns são:
- Coceira no ânus;
- Enjoo/náusea;
- Vômitos;
- Dores abdominais;
- Cólicas.

Em alguns casos ocorrem sangue nas fezes. É comum também que não haja sintomas além da coceira anal.
Nas mulheres, o verme pode migrar de forma errática da região anal para a genital, ocasionando prurido vulvar, corrimento vaginal, eventualmente infecção do trato urinário. Apesar da sintomatologia, não se verifica eosinofilia periférica e os níveis de IgE em patamares dentro da normalidade, com exceção de estudo de infecção massiva promovendo uma alta elevação de IgE sangüínea e contagem de eosinófilos.
Existem relatos de localização ectópica da patologia levando a quadros de apendicites, salpingites, granulomas peritoneais e perianais, doença inflamatória pélvica.

## Diagnóstico
O método de escolha utilizado para o diagnóstico da enterobíase difere em relação às outras verminoses em geral. As técnicas habituais de demonstração de ovos de helmintos não apresentam positividade superior a 5% dos casos, uma vez que as fêmeas não fazem oviposição no intestino.
Pode-se usar uma fita de celofane adesiva e transparente, ou fita gomada, para detectar ovos na região anal. A outra técnica não habitual descrita na literatura é chamada de vaselina-parafina (VASPAR). Adota-se como padrão da colheita do material pela manhã, antes de o paciente defecar ou tomar um banho. Caso não seja possível tal procedimento, pode-se optar pela coleta após o paciente ter se deitado. Este material é então analisado em microscópio para confirmar a presença do parasita.
Com estas técnicas, aumenta-se sensivelmente a positividade do achado dos ovos de E. vermicularis e, se realizado em dias consecutivos, com no mínimo três coletas, segundo consenso de expertos da Federação Latino-Americana de Parasitologia (FLAP).

## Tratamento

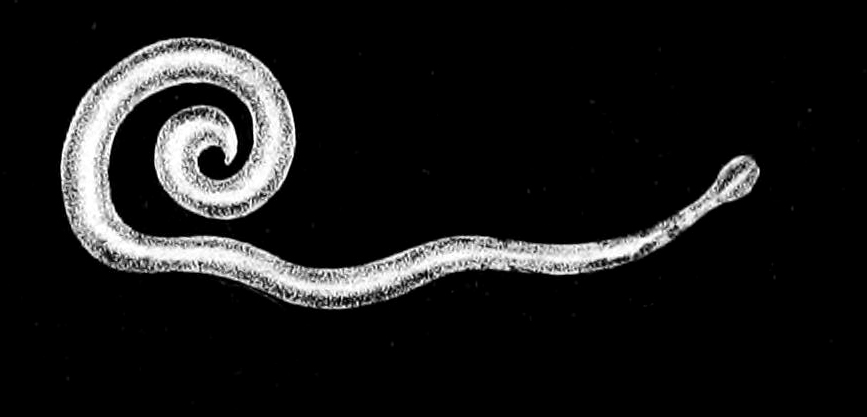
Medicação em massa da população pode reduzir em 20 vezes o número de casos nas áreas mais afetadas.

O tratamento de primeira escolha é o pamoato de pirantel na dose de 10 mg/kg em dose única, não ultrapassando 1g, por via oral, preferencialmente em jejum. Apresenta uma eficácia em torno de 80 a 100% de cura, com poucos efeitos adversos, podem ocorrer efeitos colaterais como: dor de cabeça, tonturas e distúrbios gastrointestinais leves. Sugere-se na maioria dos casos a repetição do tratamento, para prevenir a resistência ao medicamento e diminuir as chances de contaminação.
Como terapia alternativa à participação dos benzimidazólicos, mebendazol e albendazol em dose única e repetição em 2 semanas. O mebendazol é administrado por via oral, 100 mg, independente da idade do paciente, apresentando eficácia de 90 a 100% de cura, com raros efeitos colaterais. O albendazol é receitado na dose de 400 mg, também independente da idade, e proporcionando taxa de cura também perto dos 100%. Náuseas, vômitos, diarréia, secura na boca e prurido cutâneo podem surgir após a ingestão, porém é raro o seu acometimento.
Além disso, deve ser feito a prevenção em conjunto com o tratamento.

## Prevenção
A higiene permite reduzir a probabilidade de contaminação, assim como a limpeza frequente dos quartos das crianças e sobretudo em zonas em que se acumula o pó como debaixo da mobilia e ao redor de portas. É preferivel limpar com pano molhado de modo a não levantar pó que pode ser inalado ao varrer. As roupas das crianças devem ser trocadas frequentemente e lavadas em água fervente. Ademais, suas unhas cortadas de modo a não reter ovos ao coçar.
Outro grande cuidado deve ser o banho diário e o lavar as mãos antes de qualquer refeição para evitar a reinfecção. Todos os materiais infectados ou em contato com o corpo do doente (pijamas, roupa de cama, roupas íntimas) devem ser lavados com água morna (superior a 55 graus Celsius, por alguns segundos, é suficiente) e sabão diariamente. Água sanitária (lixívia, em Portugal) diluída em água (à razão de 1 parte para 3 de água) também serve para desinfectar brinquedos e roupas.